# 徐英偉
徐英偉（英語：Caspar Tsui Ying-wai，1977年9月2日—），香港政治人物，前民建聯成員，曾任民政事務局局長及勞工及福利局副局長。他是香港歷年最年輕的局長級官員之一，2017年以40歲之齡獲委任為勞工及福利局副局長；2020年4月22日因應政府架構重組，接替劉江華出任民政事務局局長，時年43歲。
2022年1月3日，徐英偉因出席洪為民生日派對引發爭議，於同月31日向行政長官林鄭月娥請辭。同年2月24日獲國務院正式免職，結束近五年的問責官員生涯。其後逐漸淡出政壇，轉投商界及傳媒工作。
徐英偉曾為《明報》觀點版專欄作家，2023年2月以嘉賓主持身份參與無綫電視節目《香港飯局》。同年4月3日起出任香港酒店業主聯會執行總幹事，6月23日當選香港足球總會「與球會無聯繫之董事」，任期至2027年。
值得注意的是，徐英偉是少數未曾以藝員身份參與無綫電視或亞洲電視劇集演出的香港政治人物。

## 簡歷
徐英偉早年取得加拿大渥太華大學的社會科學學士學位，主修經濟，公共政策及公共行政管理，及英國曼徹斯特大學的工商管理碩士學位。他在加入政府前曾任職銀行界。
他在2008年6月至2012年6月期間及2012年9月至2017年6月期間出任民政事務局局長政治助理，是首批政治助理，曾任近10年民政事務局局長政治助理。
2015年2月，政圈突然傳出徐英偉離任政治助理的消息，民建聯立法會議員葉國謙亦證實他已向政府請辭，將於4月中下旬正式離開政府。徐英偉當時計劃在辭任政治助理後重返民建聯，出任總幹事一職。然而，最終他留任政治助理一職，並繼續任期至第四屆政府任期結束為止。
2017年8月，徐英偉獲晉升為勞工及福利局副局長，並於同月2日履新。
2020年4月22日，中華人民共和國國務院根據時任行政長官林鄭月娥的提名和建議，任命徐英偉為民政事務局局長，接替離職的劉江華。重返民政局後，成為自2008年起引入副局長及政治助理制度以來，首位政治助理成功攀上局長一職。
在任局長期間，徐英偉最令人熟悉的事件，是對區議員引入宣誓，他接受訪問時曾形容對區議會亂象零容忍，強調區議會不應政治掛帥。而宣誓措施出台前，政府一度放風指會向宣誓無效者追討任內的薪酬及津貼，如議員自行辭職則不會被追討，結果引發區議員大規模辭職，惟最終政府未有向區議員追薪。當時有指政府是以此「恐嚇」區議員自行辭職，有評論認為徐英偉策略成功，甚至指是政府有處事新作風。
2021年時疫情嚴峻，特區政府採取清零策略，油麻地佐敦爆發疫情，政府同年1月25日，首次以「圍封強檢」方式希望抽出病毒源頭，提出「受限區域」在圍封近48小時後凌晨全面解封。當局在圍封區內檢測超過七千人，發現13宗確診個案。行動由徐英偉統籌，是政府2020年抗疫以來最嚴厲的舉措，當時政府否認做法是勞民傷財，而該次大規模封區，是日後政府對有確診個案的大廈採取「圍封強檢」的先例。
徐英偉擔任局長期間，積極推動文化藝術發展，指香港可透過文化藝術市場進一步吸引海外業界及旅客來港，打造高端旅遊配合，並協助業界透過香港進入大灣區市場。他當時指，香港藝術品拍賣市場可以越做越大。
2022年1月3日，徐英偉出席全國人大代表洪為民的生日派對，事後有出席者確診，包括徐英偉在內的出席宴會人士，均被列為密切接觸者，行政長官林鄭月娥公開表示對徐英偉失望。徐英偉同年1月31日向行政長官請辭，稱出席宴會時有失當行為，應為錯誤承擔責任。國務院於2月24日，正式免去徐英偉辭去民政事務局局長的職務。結束20個月的局長生涯。
徐英偉在洪為民生日浱對的「洪門宴」事件中，雖然有多名官員出席，但最終只有2名官員被口頭警告，沒有其他出席官員須受紀律處分，徐英偉就此成為「唯一一滴血」。
2022年9月，開始出任《明報》任專欄作家、諾訊國際有限公司節目主持及電視廣播有限公司節目主持。同月徐英偉隨民建聯出訪新加坡等地，以說好香港故事。
2023年2月，徐英偉成為了無綫電視節目《香港飯局》嘉賓主持人，該節目為時事清談節目，徐與立法會前主席曾鈺成一同探討大眾關注的城中議題。
2023年4月，徐英偉開始出任酒店業主聯會執行總幹事，根據報道，酒店業主聯會執行總幹事一職年薪過百萬元，但與徐英偉擔任局長時每年收入400幾萬相比，可謂蚊髀同牛髀；不過，此職位的含金量不容忽視，事關聯會幾名話事人多屬大地產商代表，計有嘉華、長江實業和新世界等，在行內有「地主會」稱號；徐英偉經歷丟官低谷後泊到好碼頭，證明他在商界眼中屬可用之才。任滿1個月，徐指現時酒店業界正面臨人手不足的問題。未來會繼續與政府及各界合作，希望能釋放本地勞動力，趁機吸納更多人才加入酒店行業。
2023年6月，入紙申請競逐足總副主席。由於此職位沒有競爭者，徐在沒有投票程序下，於27日舉行的選舉順利當選，任期為4年，至2027年。徐英偉主理足協的市場推廣小組。
2024年8月26日，徐英偉申請退出民建聯。

## 任內工作
徐英偉擔任局長期間，積極推動文化藝術發展，指香港可透過文化藝術市場進一步吸引海外業界及旅客來港，他說《十四五規劃》支持香港發展成為中外文化藝術交流中心，香港有最好的內容和人才，要向灣區及世界推廣，灣區的東西可以經香港走向世界，亦可以邀請外國最好的項目，經香港帶入灣區，希望可以推動專業人才發展。
在體育方面，徐英偉任內購入東京奧運轉播權，是首次由政府主導購入奧運的轉播權，讓全港市民都可以免費收看，他當時表示，做法是「一次性特殊考慮」，政府購入主要是考慮到本港所有廣播機構都因疫情而停止洽購轉播權，政府亦有要求廣播機構製作更多推廣本地體育的節目，為期12個月，又指他會向有關政策局反映，議員希望在香港電台播放更多體育節目。
青年工作上，徐英偉任內指青年發展是政府任內其中一項重點工作，多次呼籲青年抓緊大灣區發展機遇，他亦不時跟進其他青年政策，如青年宿舍等。

### 爭議事件
2014年7月，「保普選 反佔中」大聯盟發起為期一個月的簽名大行動，向「佔中」說不。徐英偉路經大聯盟灣仔街站，以個人身份簽名支持。他說：「我路過灣仔，看到有很多市民簽名，就被眼前景象打動了，所以我也簽了名，希望通過這一個名字，抒發心中的千言萬語。」及後，徐英偉被批評違反《問責制主要官員守則》，根據《守則》，主要官員不應在任何針對政府行動或建議的公開請願中簽名支持或爭取簽名。徐英偉在接受電台訪問時回應稱，簽名與官員的身份無角色衝突，因為看不到有關簽名行動，與政府的立場有衝突，政府是希望盡快落實普選。
2017年8月2日，勞福局局長羅致光聯同新任副局長徐英偉在政府總部會見記者，當被問到最低工資水平和三人家庭綜援金額時，一直未有回答，僅稱自己返工幾個小時，他被質疑其背景無助推動勞福工作，他回應公眾日後仍要與持份者多接觸，未來會有很多時間向公眾證明自己能否勝任此職。8月10日，再被記者追問時，表示除了努力閱讀數據，更重要是理解埋數據背後反映的問題，例如領取交通津貼的低收入家庭面對的生活問題。
2021年，政府決定對區議員引入宣誓制度，徐英偉被指對外放風，以政府將對宣誓無效的區議員追討薪津，恐嚇區議員自行辭職，結果多達200多名區議員在宣誓前自行辭職，政府最終宣布49名區議員宣誓無效，令全港479名區議員中，只剩下151人，令多個區議會由建制派重掌主導權，部分區議會亦未能正常運作。事後徐英偉被問及放風一事時，他回應稱「好多嘢經常變」。

### 違反防疫規定及提早請辭

#### 違反防疫限制限聚令的徐英偉
2022年1月3日，徐英偉到出席港區全國人大代表洪為民生日派對，由於有初步確診2019新型冠狀病毒病的人士曾出席該宴會，徐英偉被列為密切接觸者。行政長官林鄭月娥公開後表示對多名官員卻未有以身作則而感到失望。徐英偉後來於Facebook回應指作為問責官員會更加警惕，並為自己的錯誤行為負責及道歉，表示檢疫期間會認真反思自己行為。翌日，行政長官林鄭月娥稱所有檢疫的官員需要用自身假期檢疫，不宜在檢疫期間履行職務，特區政府已作適當安排，確保日常工作不受影響。
三星期後，徐英偉完成檢疫，但林鄭月娥仍要求徐英偉繼續休假至農曆新年後。
2022年1月25日，據南華早報報道，行政長官林鄭月娥因為的徐英偉出席「洪門宴」，啟動了對他的革職程序，同年：徐英偉提前請辭，待根據中國中央人民政府國務院港澳辦批准後處理。

### 徐英偉被免去請辭一職
2022年1月31日，香港政府主要官員就會隨即宣布之下：徐英偉公布提出請辭之後，「為自己的錯誤承擔責任」，同年2月24日，國務院正式被免去其職務。此外，由於候任行政長官李家超對三司十三局改組，民政事務局被分拆為民政及青年事務局及文化體育及旅遊局，徐英偉亦因而成為民政事務局史上最後一任局長。
2022年11月6日，徐英偉接受港台節目《舊日的足跡》訪問，首次公開重提「洪門宴」事件，承認當晚作為賓客「留耐咗、亦都有唔完善嘅地方」，雖然聚會當日並未收緊防疫限制，疫情亦無因宴會擴散，但「觀感唔好」，作為問責官員應勇於承擔責任，「冇可能話『第一二滴血』，重要係快啲處理好件事，控制好疫情。」 

## 綜藝節目（無綫電視）
- 2023年：香港飯局（與陳凱欣一同嘉賓）
- 2023年：思家大戰（與曾鈺成、陳凱欣、姚潔凝、劉天正合作）

## 外部連結
- 徐英偉的Facebook專頁

| 香港特別行政區政府职务 | 香港特別行政區政府职务               | 香港特別行政區政府职务                                         |
| ---------------------- | ------------------------------------ | -------------------------------------------------------------- |
| 前任： 劉江華          | 民政事務局局長 2020年4月－2022年2月  | 繼任： 麥美娟 民政及青年事務局局長 楊潤雄 文化體育及旅遊局局長 |
| 前任： 蕭偉強          | 勞工及福利局副局長 2017年－2020年4月 | 繼任： 何啟明                                                  |
| 首任                   | 民政事務局政治助理 2008年－2017年    | 繼任： 黎穎瑜                                                  |